# Salt Lake City
Salt Lake City [sált lêjk síti] je glavno in nabolj poseljeno mesto v ameriški zvezni državi Utah. Ime je pogosto skrajšano v Salt Lake (slovensko Slano jezero) oz. SLC. Prebivalstvo je po popisu iz leta 2009 ocenjeno na 183.171 in stoji znotraj istoimenskega metropolitanskega območja jugovzhodno od Velikega slanega jezera.
Mesto je leta 1847 kot Great Salt Lake City ustanovil Brigham Young s svojimi mormonskimi privrženci, ki so intenzivno namakali in kultivirali sušno dolino. Sprva so se soočali s pravnimi pregonom ameriške vlade zaradi svoje prakse poligamije, ki je bila uradno prekinjena leta 1890, da bi pridobili državno priznanje. Čeprav je v Salt Lake City še vedno sedež Cerkve Jezusa Kristusa svetih iz poslednjih dni (LDS, znan tudi kot mormonska cerkev), je danes manj kot polovica prebivalstva mormonov.
Rudarstvo in gradnja prve transkontinentalne železnice je sprva prineslo gospodarsko rast in mesto je postalo znano pod svojim vzdevkom Crossroads of the West (slov. Križišče zahoda). Salt Lake City je od takrat razvil močno industrijo proste rekreacijske turistične ponudbe, zlasti smučanja. Mesto je leta 2002 gostilo Zimske olimpijske igre in je industrijsko središče bančništva v Združenih državah Amerike.

## Zuanje povezave
- Uradno spletno mesto